# Periaptodes frater
Periaptodes frater är en skalbaggsart som beskrevs av Max Poll 1887. Periaptodes frater ingår i släktet Periaptodes och familjen långhorningar. Inga underarter finns listade i Catalogue of Life.